# Astragalus kentrophyta
Astragalus kentrophyta es una  especie de planta herbácea perteneciente a la familia de las leguminosas. Es originaria del Norteamérica

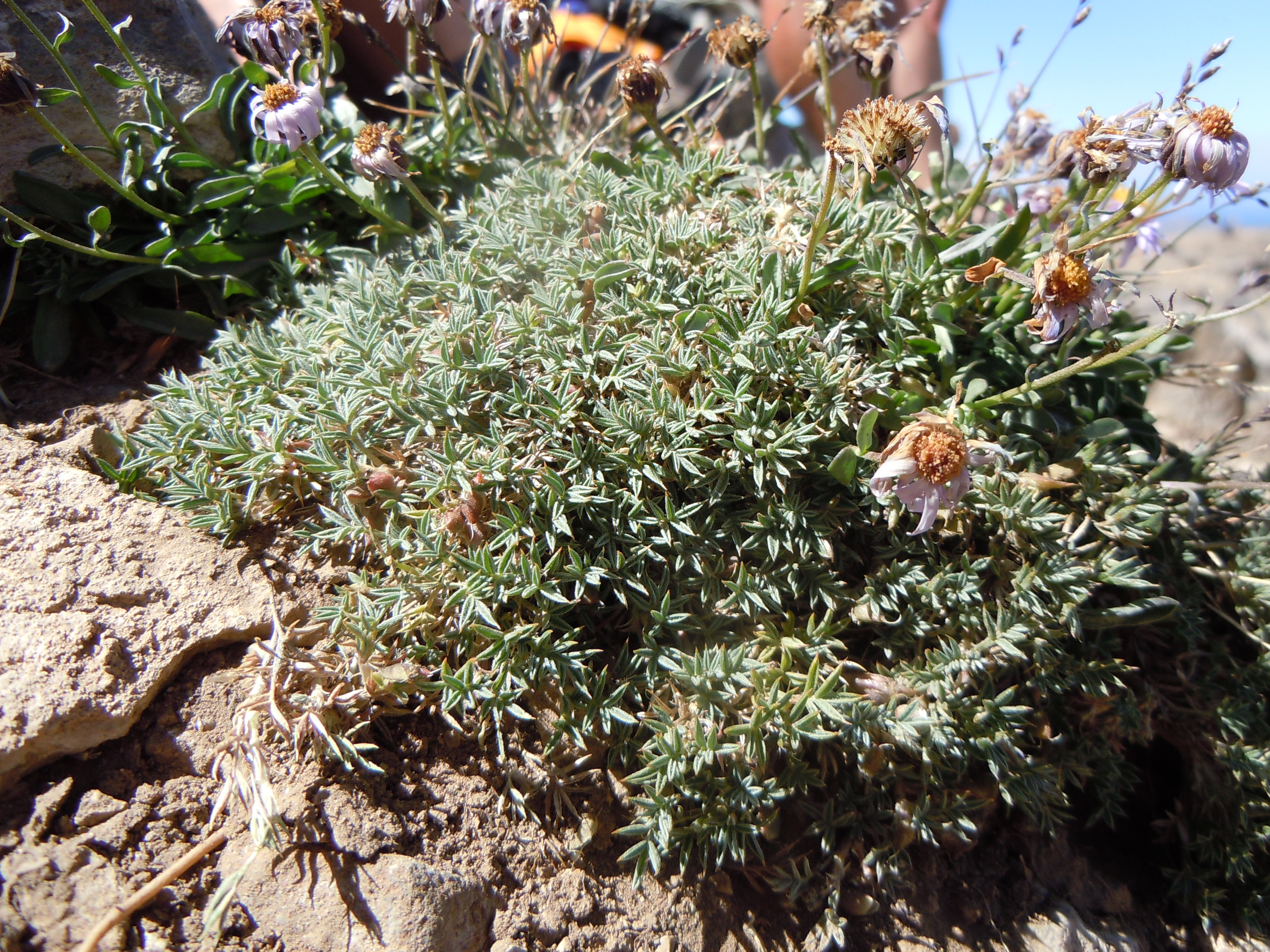
Vista de la planta

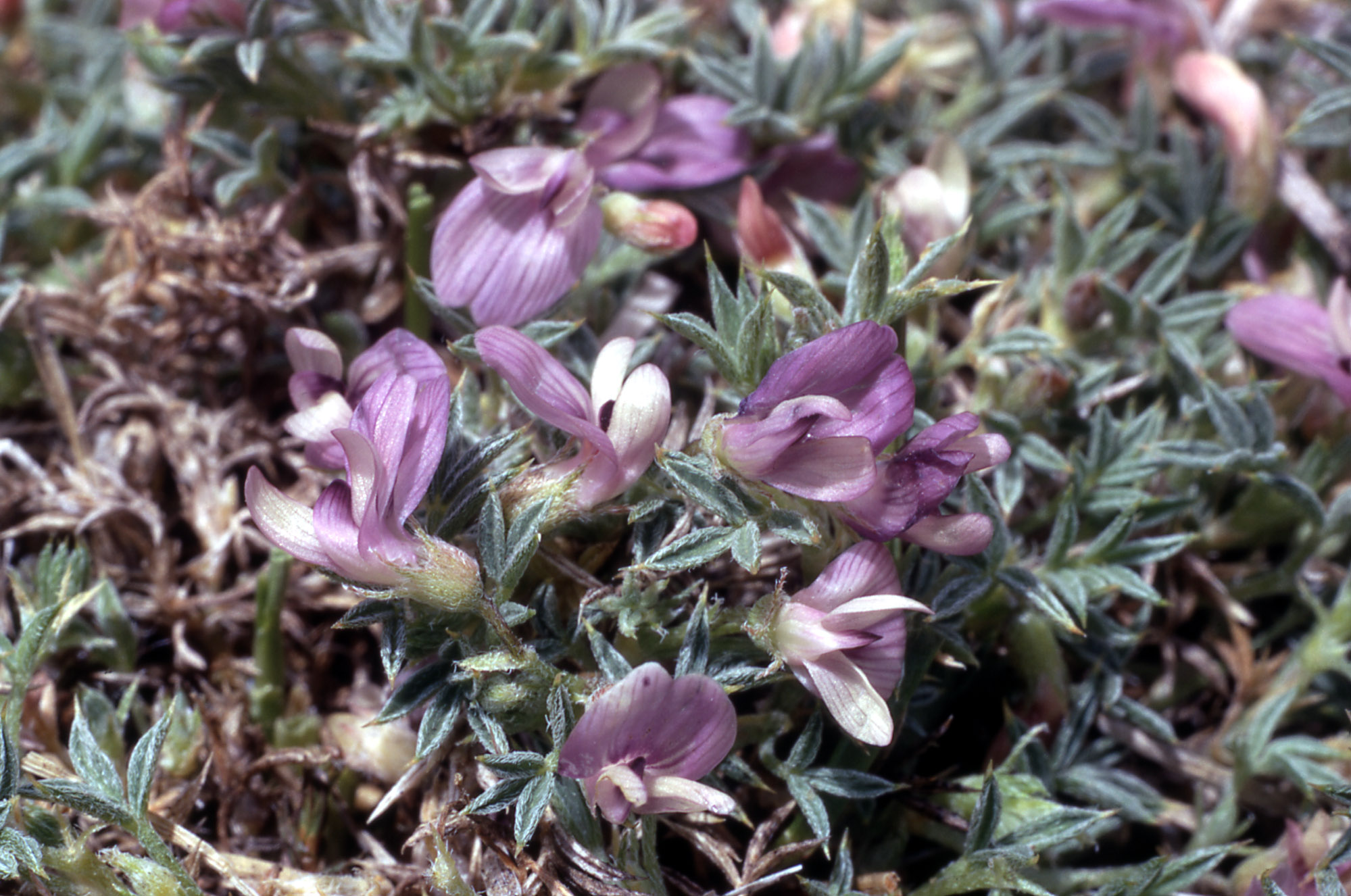
Flores

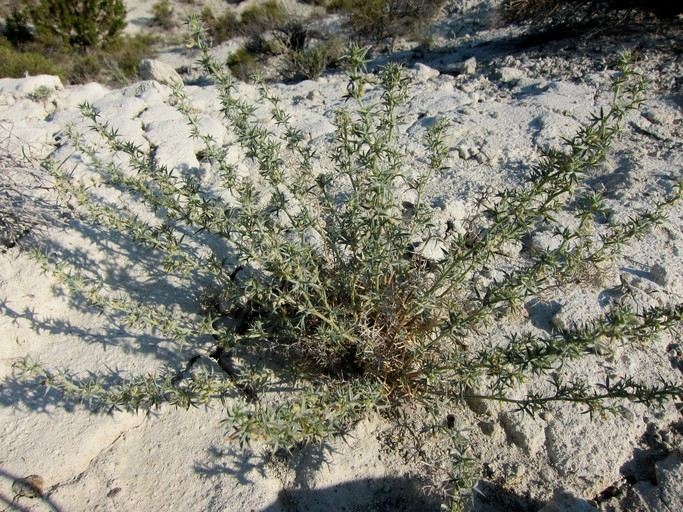
Variedad elatus

## Distribución
Es una planta herbácea perennifolia originaria de Norteamérica donde se distribuye por Estados Unidos y Canadá.

## Descripción
Es una hierba perenne algo variable en su aspecto, especialmente a través de variedades. Es generalmente pequeña y de baja altitud, que crece en esteras espinosas o grumos. Los cortos tallos son pubescentes. Las pequeñas hojas se componen de pequeños foliolos con punta ovalada o en forma lineal estrechos. La inflorescencia tiene una y tres flores de color blanco a  color púrpura rosáceo, de menos de un centímetro de largo. El fruto es una legumbre  peluda, aplanada con vaina de 4-9 milímetros de longitud.

## Taxonomía
Astragalus kentrophyta fue descrita por  Asa Gray y publicado en Proceedings of the Academy of Natural Sciences of Philadelphia 15(3): 60. 1863[1864].
Etimología
Astragalus: nombre genérico derivado del griego clásico άστράγαλος y luego del Latín astrăgălus aplicado ya en la antigüedad, entre otras cosas, a algunas plantas de la familia Fabaceae, debido a la forma cúbica de sus semillas parecidas a un hueso del pie.
kentrophyta: epíteto otorgado por el género sinónimo de Astragalus
Variedades aceotadas
- Astragalus kentrophyta subsp. coloradoensis (M.E. Jones) W.A. Weber
- Astragalus kentrophyta var. danaus (Barneby) Barneby
- Astragalus kentrophyta var. elatus S.Watson
- Astragalus kentrophyta var. implexus (Porter & J.M.Coult.) Barneby
- Astragalus kentrophyta var. jessiae (M.Peck) Barneby
- Astragalus kentrophyta var. neomexicanus (Barneby) Barneby
- Astragalus kentrophyta var. tegetarius (S. Watson) Dorn
- Astragalus kentrophyta subsp. ungulatus (M.E. Jones) W.A. Weber

Sinonimia
- Astragalus kentrophyta var. kentrophyta
- Astragalus kentrophyta var. viridis (Torr. & A.Gray) Hook.
- Astragalus montanus (Torr. & A.Gray) M.E.Jones
- Astragalus tegetarius var. viridis (Torr. & A.Gray) Barneby
- Homalobus montanus (Nutt.) Britton, in Britton & A. Brown
- Kentrophyta montana Torr. & A.Gray
- Kentrophyta montana Nutt.
- Kentrophyta montana var. viridis (Nutt. ex Torr. & A. Gray) Hook.
- Kentrophyta viridis Torr. & A.Gray
- Phaca viridis Piper
- Phaca viridis (Nutt. ex Torr. & A. Gray) Britton
- Tragacantha montana (Torr. & A.Gray) Kuntze[4]